# Skórnikowiec purpurowy
Skórnikowiec purpurowy (Phlebiopsis crassa (Lév.) Floudas & Hibbett) – gatunek grzybów należący do rodziny korownicowatych (Phanerochaetaceae).

## Systematyka i nazewnictwo
Pozycja w klasyfikacji według Index Fungorum: Phlebiopsis, Phanerochaetaceae, Polyporales, Incertae sedis, Agaricomycetes, Agaricomycotina, Basidiomycota, Fungi.
Po raz pierwszy takson ten opisał w 1844 r. Joseph-Henri Léveillé, nadając mu nazwę Thelephora crassa. Potem zaliczano go do różnych rodzajów, a w 2015 r. Dimitrios Floudas i David S. Hibbett przenieśli go do rodzaju Phlebiopsis.
Ma 30 synonimów. Niektóre z nich:
- Hjortstamia crassa (Lév.) Boidin & Gilles 2003
- Laxitextum crassum (Lév.) Lentz 1955
- Lloydella umbrina (Cooke) S. Ito 1955
- Lopharia crassa (Lév.) Boidin 1959
- Phanerochaete crassa (Lév.) Burds. 1985
- Porostereum crassum (Lév.) Hjortstam & Ryvarden 1990[2].

W 1991 r. Stanisław Domański nadał mu polską nazwę lofaria purpurowa, w 2003 r. Władysław Wojewoda zarekomendował nazwę skórnikowiec purpurowy (dla synonimu Porostereum crassum). Obydwie polskie nazwy są niespójne z aktualną nazwą naukową.

## Występowanie i siedlisko
Gatunek kosmopolityczny występujący na wielu wyspach i wszystkich kontynentach poza Antarktydą. W Europie rzadki, notowany głównie w Portugalii, Hiszpanii i Francji. W Polsce do 2003 r. podano tylko jedno stanowisko i to już historyczne (w 1903 Giacomo Bresàdola powołując się na Bogumira Eichlera). W. Wojewoda w 2003 r. uznał go za gatunek w Polsce wymarły.
Nadrzewny saprotrof.